# Amédée Gabourd
Amédée Gabourd (1809-1867) est un historien français, auteur d'ouvrages historiques écrits du point de vue monarchique et ultramontain.

## Biographie
Il est fait chevalier de la Légion d'honneur en 1845.
Il est inhumé au cimetière du Montparnasse.

## Publications sélectives
- Histoire de France, depuis les origines gauloises jusqu'à nos jours, Paris : 1855-1862, 20 vol[3].
- Histoire de Louis XIV, Tours : A. Mame, 1844, 416 p.
- Histoire de Napoléon, Tours : A. Mame, 1845, 408 p.
- Histoire de la Révolution et de l'Empire, Paris : J. Lecoffre, 1846-1851, 10 vol.
- Histoire de Paris, depuis les temps les plus reculés jusqu'à nos jours, Paris : Gaume frères et J. Duprey, 1863-1865, 5 vol.